# قلعه حیدرآباد
قلعه حیدرآباد مربوط به اواخر دوره قاجار است و در خاش، انتهای خیابان ۲۴ متری رودکی واقع شده و این اثر در تاریخ ۱۸ اردیبهشت ۱۳۸۰ با شمارهٔ ثبت ۳۸۲۵ به‌عنوان یکی از آثار ملی ایران به ثبت رسیده‌است.
قلعه حیدرآباد در جنوب شرق خاش از جمله آثار تاریخی باقی‌مانده از دوره متقدم اسلامی در این منطقه است. این قلعه در سال ۱۹۲۰ میلادی (۱۲۹۹ خورشیدی) از سوی شخصی بنام عیدو خان ریگی معروف به خان صاحب ساخته و  تا سال ۱۳۰۷ هجری خورشیدی به عنوان محل سکونت همین شخص و خانواده اشی ایشان مورد بهره‌برداری قرار گرفت. همچنین از این قلعه به عنوان محل نگهداری آذوقه و مهمات نیروهای انگلیسی به سرپرستی ژنرال دایر استفاده شده‌است. عمده مصالح به کار رفته در قلعه خشت خام و کاهگل است و دارای برج‌ها و طاق‌های هلالی زیبایی است که از سوی سازمان میراث فرهنگی مورد مرمت و بازسازی قرار گرفته‌است.
نقشه اصلی قلعه حیدرآباد به صورت مستطیل بوده که با اضافه شدن چند اتاق و دیوار در قسمت جنوب شرقی آن نقشه به بنایی ذوزنقه‌ای شکل تبدیل شده‌است. در ساخت و تکمیل این بنا از تزئینات معماری خاصی بهره گرفته نشده تنها تزئینات کنگره‌ای شکل نیم دایره‌ای متمایل به بیضی و تیرکش‌های تعبیه شده در قسمت فوقانی حصار خارجی و تزئینات کادربندی اتاقک‌های نگهبانی بالای سر در ورودی‌ها و همچنین خشت چینی نیم دایره‌ای، قوس سردر ورودی اتاق ۸ ضلع غربی حیاط مرکزی بخش سوم قلعه و تزئینات کاربردی آن از عناصر تزئین معماری این اثر است.
نقشه اصلی قلعه حیدرآباد به صورت مستطیل بوده که با اضافه شدن چند اتاق و دیوار در قسمت جنوب شرقی آن نقشه به بنایی ذوزنقه‌ای شکل تبدیل شده‌است. در ساخت و تکمیل این بنا از تزئینات معماری خاصی بهره گرفته نشده تنها تزئینات کنگره‌ای شکل نیم دایره‌ای متمایل به بیضی و تیرکش‌های تعبیه شده در قسمت فوقانی حصار خارجی و تزئینات کادربندی اتاقک‌های نگهبانی بالای سر در ورودی‌ها و همچنین خشت چینی نیم دایره‌ای، قوس سردر ورودی اتاق ۸ ضلع غربی حیاط مرکزی بخش سوم قلعه و تزئینات کاربردی آن از عناصر تزئین معماری این اثر است.